# 本田太郎
本田 太郎（ほんだ たろう、1973年（昭和48年）12月1日 - ）は、日本の政治家、弁護士。自由民主党所属の衆議院議員（3期）、防衛副大臣兼内閣府副大臣。自由民主党京都府支部連合会長。
外務大臣政務官を歴任。

## 経歴
京都府向日市出身（現住所は宮津市鶴賀）。東大寺学園高等学校卒業後、1993年に東京大学法学部へ進学。東京大学大学院法学政治学研究科修士課程を修了後、現在のシティグループ証券に就職。後にマネックス証券に就職し、2004年から早稲田大学ロースクールに通う。2008年に弁護士登録。
2015年京都府議会議員選挙で京都府議（宮津市及び与謝郡選挙区）に当選した後、前自由民主党総裁谷垣禎一の地盤を引き継ぎ、第48回衆議院議員総選挙で京都5区に出馬、同選挙で初当選し谷垣が創始者の有隣会に加入した。
2021年10月、第1次岸田内閣で外務大臣政務官に就任。第2次岸田内閣でも外務大臣政務官に留任。
2021年10月31日、第49回衆議院議員総選挙で再選。
2024年10月27日、第50回衆議院議員総選挙で3選。
同年11月11日に発足した第2次石破内閣において、防衛副大臣兼内閣府副大臣に就任した。
2025年6月1日、西田昌司の後任の自由民主党京都府支部連合会長に就任。

## 政策
- アベノミクスを評価する[10]。
- 消費増税の先送りを評価する[10]。
- 安全保障関連法の成立を評価する[10]。
- 北朝鮮問題への取り組みを評価する[10]。
- 共謀罪法を評価する[10]。
- 幼稚園・保育所から大学まで教育を無償化すべきだ[10]。
- 財政赤字は危機的水準であるので、国債発行を抑制すべきだ[10]。
- 所得や資産の多い人に対する課税を強化すべきだ[10]。
- 原子力規制委員会の審査に合格した原子力発電所は運転を再開すべきだ[10]。
- 将来も原子力発電は電力源の一つとして保つべきだ[10]。
- 日本の防衛力はもっと強化すべきだ[10]。
- 消費税増収分は幼児教育の無償化や高等教育の負担軽減に使うべきだ[10]。
- 憲法改正に賛成。改正すべき項目として、戦争放棄と自衛隊、憲法改正の手続、緊急事態条項を挙げる[10]。

## 所属議員連盟
- 日本の未来を考える勉強会[11]
- 人権外交を超党派で考える議員連盟 （事務局次長）[12]
- 日本の尊厳と国益を護る会[13]
- 神道政治連盟国会議員懇談会[14]

## 人物
趣味は旅行、水泳。
フジテレビのめざましテレビに出演経験がある。

## 選挙歴
| 当落 | 選挙                     | 執行日         | 年齢 | 選挙区         | 政党       | 得票数    | 得票率 | 定数 | 得票順位 /候補者数 | 政党内比例順位 /政党当選者数 |
| ---- | ------------------------ | -------------- | ---- | -------------- | ---------- | --------- | ------ | ---- | ------------------ | ---------------------------- |
| 当   | 2015年京都府議会議員選挙 | 2015年4月12日  | 41   | 宮津市・与謝郡 | 自由民主党 | 1万2000票 | 64.77% | 1    | 1/2                | /                            |
| 当   | 第48回衆議院議員総選挙   | 2017年10月22日 | 43   | 京都府第5区    | 自由民主党 | 6万277票  | 43.29% | 1    | 1/5                | /                            |
| 当   | 第49回衆議院議員総選挙   | 2021年10月31日 | 47   | 京都府第5区    | 自由民主党 | 6万8693票 | 49.39% | 1    | 1/4                | /                            |
| 当   | 第50回衆議院議員総選挙   | 2024年10月27日 | 50   | 京都府第5区    | 自由民主党 | 5万7455票 | 46.32% | 1    | 1/4                | /                            |

#### 自主公表情報源・公式サイト等
1. 1 2 3 4  “Profile”. 2017年11月4日閲覧。